# Halina Rubinszteinová-Dunlopová
Halina Rubinszteinová-Dunlopová (* 1950)  je polsko-australská profesorka fyziky na University of Queensland, oceněná Řádem Austrálie. Prováděla průkopnický výzkum v oblasti atomové optiky, laserové mikromanipulace pomocí optické pinzety, laserové spektroskopie, biofyziky a kvantové fyziky.

## Život a kariéra
Halina Rubinsztein (později Rubinszteinová-Dunlopová) se narodila v roce 1950 v Polsku. Je dcerou Leona Rubinsteina a Anny Merklerové. V březnu 1968 byla studentkou Fyzikální fakulty Varšavské univerzity. Po březnových událostech roku 1968 emigrovala do Švédska, kde absolvovala bakalářské a doktorské studium na univerzitě v Göteborgu. K poznávání fyzikálních jevů ji povzbudila její matka, rovněž fyzička. V roce 1989, krátce po svatbě s Gordonem Dunlopem, se přestěhovala do Austrálie.
Po přestěhování do Austrálie nastoupila na katedru fyziky na University of Queensland, kde založila výzkumnou skupinu zaměřenou na laserovou fyziku. V roce 2002 byla jako první žena v Austrálii jmenována profesorkou fyziky. V letech 2006 až 2013 byla vedoucí katedry fyziky a vedoucí School of Mathematics and Physics na University of Queensland. Působila jako ředitelka Quantum Science Laboratory a vedla jeden z vědeckých programů Australské výzkumné rady. V roce 2016 byla zvolena členkou Australské akademie věd. V roce 2018 byla oceněna Řádem Austrálie za „významnou službu laserové fyzice a nanooptice“.